# Goleszów (gemeente)
De gemeente Goleszów is een landgemeente in het Poolse woiwodschap Silezië, in powiat Cieszyński.
De zetel van de gemeente is in Goleszów.
Op 30 juni 2004 telde de gemeente 12 033 inwoners.

## Oppervlakte gegevens
In 2002 bedroeg de totale oppervlakte van gemeente Goleszów 65,89 km², waarvan:
- agrarisch gebied: 72%
- bossen: 18%

De gemeente beslaat 9,02% van de totale oppervlakte van de powiat.

## Demografie
Stand op 30 juni 2004:
| Omschrijving                   | Totaal | Totaal | Vrouwen | Vrouwen | Mannen | Mannen |
| ------------------------------ | ------ | ------ | ------- | ------- | ------ | ------ |
| eenheid                        | aantal | %      | aantal  | %       | aantal | %      |
| inwoners                       | 12 033 | 100    | 6269    | 52,1    | 5764   | 47,9   |
| bevolkingsdichtheid (inw./km²) | 182,6  | 182,6  | 95,1    | 95,1    | 87,5   | 87,5   |

In 2002 bedroeg het gemiddelde inkomen per inwoner 1104,79 zł.

## Plaatsen
- Goleszów (dorp van de gemeente)
- Cisownica, Puńców, Dzięgielów, Bażanowice, Godziszów, Kisielów, Leszna Górna, Kozakowice

## Aangrenzende gemeenten
Cieszyn, Dębowiec, Skoczów, Ustroń. De gemeente grenst aan Tsjechië.